# 扶青社
扶青社（英文：Rotaract Club，Rotaract為Rotary in Action的組合字），也被稱為扶輪青年服務社，過去曾被稱為扶輪青年服務團或扶青團，是由國際扶輪所推動致力於青年發展的組織，藉由於讓青年相互交流並發展領導能力，同時進行各種服務工作。
在2020年7月，全球在180個國家有扶青社，總數為10,698，社員總人數為203,298。截止至2024年11月，在台灣則有163個扶青社，社員總人數2,202位，位居全球第14名。。

## 組織
在2020年以前位於全世界各地的扶輪青年服務團都是由當地的扶輪社支持成立，並遵循共同的準則運作，成員由18歲至30歲青年組成，團員也被稱為「Rotaractor」；原則上各扶輪青年服務團都是獨立運作的社團，可以自行決定各項活動和服務工作，財務也自行管理，但贊助的扶輪社會指派專人來指導扶青團的運作，也間接接受國際扶輪的指導。
不過在2019年經過國際扶輪立法會議通過第19-72號決議案，將扶輪青年服務團（Rotaract Club）提升為國際扶輪的正式會員組織，自2020年7月起，將其中文名稱更名為「扶青社」，此後扶青社無須再依靠扶輪社贊助成立，同時也取消了30歲年齡上限的規定。
扶青社通常每兩週聚會一次，平時聚會活動可能包括邀請各種來賓做演講、旅遊、社交活動或是外出拜訪，同時也會進行社會服務工作、專業能力或領導能力的發展訓練。
其基本的幹部包括：社長、副社長、秘書、財務，由於成員的年齡層以大學生為主，因此扶青社常成立於各大學校內，例如在香港包括香港中文大學、香港大學、香港城市大學、香港科技大學、香港浸會大學、香港恆生大學、香港公開大學、香港理工大學、香港專上學院、香港專業教育學院柴灣分校或在台灣國立聯合大學內都有扶輪社所支持成立的扶青社。

## 歷史

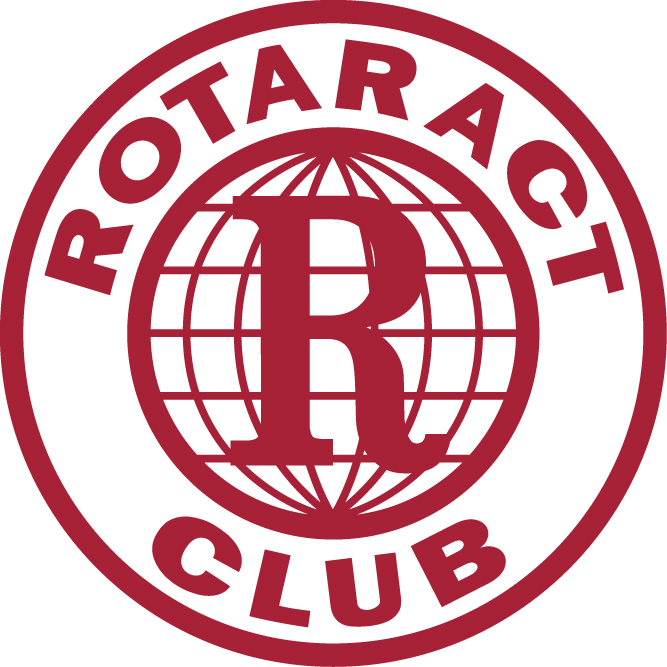
過去在2013年以前，扶青社所使用的社徽

早在1920年代開始，已經有扶輪社以各自方式在全世界各地各自贊助當地的青年人組織；1962年國際扶輪開始針對12歲至18歲的中學生啟動了扶輪少年服務團（英文：Interact Club）的計畫後，也開始考慮為延長這些參與扶輪少年服務團團員的社會服務工作，應該對大學生及剛就業的年輕人做出規劃。因此在1966年，國際扶輪開始進行扶輪青年服務團的規劃，1968年1月正式啟動扶輪青年服務團這項針對青年人的計畫。
原本在國際扶輪的計畫中，扶輪青年服務的英文名稱Rotaract是扶輪（Rotary）和行動（Action）的組合字，巧合的是美國北卡羅來納州的北夏洛特扶輪社早在1966年就已經在北卡羅來納大學夏洛特分校支持成立了同樣名為Rotaract的學生團體，只是他們原本的構想是扶輪（Rotary）和互相行動（Interact）。
1968年3月13日，全世界第一個取得授證的「北卡羅來納大學扶輪青年服務團」就正式在北卡羅來納大學夏洛特分校成立，同一天在墨西哥墨西哥市其實也有扶輪青年服務團在拉薩爾大學成立；接下來幾週內，義大利佛羅倫斯和印度塞康德拉巴德也陸續有扶輪青年服務團成立。
2019年國際扶輪立法會議中通過修正提升扶輪青年服務團的地位，直接將其視為扶輪社的一員，未來可以無扶輪社的輔導自行成立扶青社，並放寬年齡限制，可由各社自行制定年齡上限，並於2020年7月開始實施，中文名稱也隨之更改為「扶青社」。

## 主要活動
扶青社的活動包括：職業發展、領導能力發展和服務活動。
職業發展
為讓社員了解當地的工作職場，同時藉由扶青社的各項活動或扶輪社社員的指導，讓社員養成有助於解決未來職場上問題的技巧。
領導能力發展
讓社員在發展社務的同時學習如何發展與推動各項計畫，同時學會領導他人。
服務活動
扶青社的服務計畫目標是改善世界各地的生活品質，包括解決暴力、毒品、濫用、愛滋病、飢荒、環保與文盲。
每個扶青社每年需要完成至包括社區服務和促進國際間了解交流的兩個主要服務計畫。

## 各地扶青社所進行的服務計畫
台灣

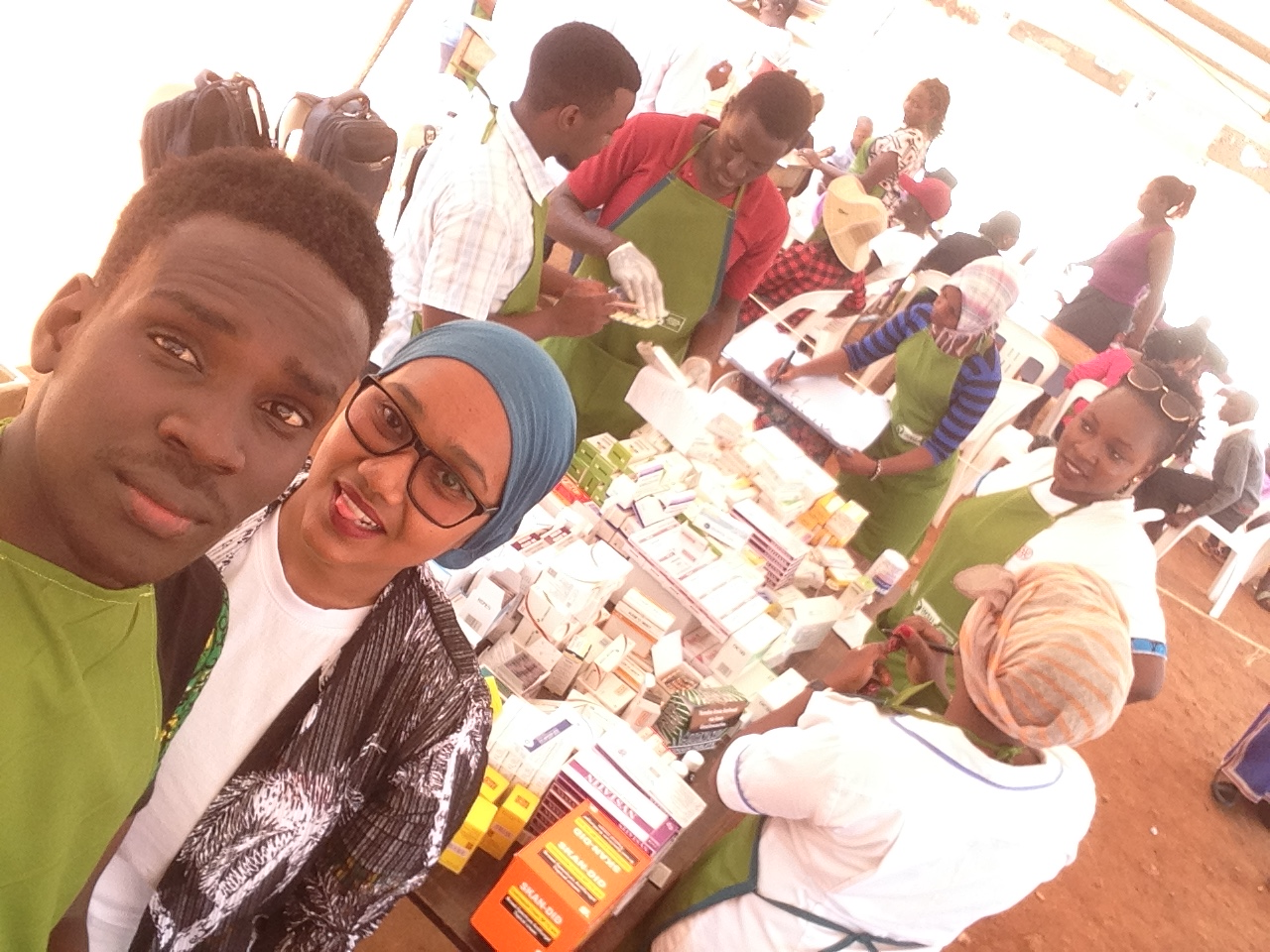
烏干達國際健康科學大學的扶青社在坎帕拉的一個醫療營地內進行服務

台北的扶青社為了協助青年就業、轉業、創業，與其輔導社推行『扶輪導師』計畫，邀請企業主跟專業經理人針對青年的工作與職涯發展進行了長期的輔導，協助青年累積更多職場經驗，以獲得更多發展機會。
印度
維斯納加爾扶青社為解決洪災過後傳染病蔓延的問題，與其輔導社所設立的疾病防治診所合作，進行了「災難減輕行動」 ，同時發放氯片至當地居民家中，也焚毀動物屍體，以幫助控制了瘧疾與霍亂的蔓延。
加爾各答的扶青社自1991起開始成立捐血營以協助地中海貧血症患者的治療，此計畫後來擴大到印度、以色列、土耳其、英國等地。
烏干達
坎帕拉的扶青社為在居民達三萬人但欠缺健康中心的Bandwe提供當地居民基本的健康服務，實施「Bandwe 社區健康計劃」 ，提供了包括疫苗注射、牙醫服務及宣導工作等。
義大利
諾維利古雷的扶青社透過與市議會、地區銀行及輔導社的合作，舉辦了五個有關於商業、金融、溝通與科技的演講，以激發當地年輕人的創業。
馬來西亞
馬來西亞的扶青社為為了改善癌症兒童生活，推出「陽光兒童計劃」，舉辦為期四天的露營，除了實現癌症兒童的夢想，也為兒童家人與父母製造了休息的機會。
俄羅斯
莫斯科與土耳其伊斯坦堡的扶青社共同找了莫斯科室內樂團為兒童舉辦古典音樂會演出，自行負責安排場地、宣傳與售票，並為演出人員安排寄宿家庭。 

## 世界扶青大會
隨著全世界扶青社的增加，1981年在南非約翰尼斯堡召開了第一次世界扶青大會（INTEROTA），此後固定每三年在不同城市舉辦一次。
| 年度 | 舉辦地點        | 舉辦日期           | 備註                                                   |
| ---- | --------------- | ------------------ | ------------------------------------------------------ |
| 1981 | 約翰尼斯堡      |                    |                                                        |
| 1984 | 墨爾本          |                    |                                                        |
| 1987 | 雪菲爾          |                    |                                                        |
| 1990 | 黃金海岸        |                    |                                                        |
| 1993 | 太陽城          |                    |                                                        |
| 1996 | 伊斯坦堡        |                    |                                                        |
| 1999 | 墨西哥市        |                    |                                                        |
| 2002 | 里約熱內盧      |                    |                                                        |
| 2005 | 慕尼黑          | 9月11日～9月18日   |                                                        |
| 2008 | 首爾            | 8月17日～8月23日   |                                                        |
| 2011 | 开罗 / 洪加達   | 11月18日～11月22日 |                                                        |
| 2014 | 蒙特婁 / 多倫多 | 7月25日～8月1日    |                                                        |
| 2017 | 台北            | 9月2日～9月6日     |                                                        |
| 2020 | 香港            | 6月27日～7月1日    | 因嚴重特殊傳染性肺炎疫情延至2021年6月5日～6月9日舉行。 |
| 2023 | 傑爾巴島        | 3月2日～3月6日     |                                                        |

## 亞太扶青會議
全名為 Asia Pacific Regional Rotaract Conference, APRRC，每年會在亞太區域不同城市舉辦一次。
- 2004年	香港
- 2005年	台灣
- 2006年	菲律賓
- 2007年	馬來西亞
- 2008年	印尼
- 2009年	新加坡
- 2010年	澳大利亞
- 2011年	菲律賓
- 2012年	泰國
- 2013年	台灣
- 2014年	香港
- 2015年	印尼
- 2016年	日本
- 2017年	泰國
- 2018年	菲律賓
- 2019年	台灣
- 2020年	疫情取消
- 2021年	馬來西亞（綫上）
- 2022年	疫情取消
- 2023年	韓國
- 2024年	新加坡
- 2025年	蒙古

## 外部連結
- 台灣扶青社多地區資訊組織的Facebook專頁